# Лелякин, Григорий Григорьевич
Григорий Григорьевич Лелякин (1803—1876) — русский генерал, случайный участник восстания декабристов.

## Биография
Родился 12 (24) ноября 1803 года. Образование получил в 1-м кадетском корпусе, по окончании которого 9 апреля 1823 года поступил прапорщиком в Кексгольмский гренадерский полк и некоторое время спустя переведён в лейб-гвардии Гренадерский полк.
В декабре 1825 года Лелякин принял участие в восстании декабристов. Следствием было установлено, что он членом тайных обществ он не был и на Сенатской площади среди восставших оказался во многом случайно, был назначен на службу Кавказ с сохранением чина. 6 декабря 1826 года за отличие в походах против горцев произведён в подпоручики.
В 1827 и 1828 годах Лелякин, в составе Сводного гвардейского полка, участвовал в Персидской кампании и отличился при взятии Эривани. Посланный для занятия бреши с застрельщиками, он быстро исполнил поручение и затем, узнав от жителей, что в большом пороховом погребе положен зажжённый фитиль, тотчас же бросился туда, вынул фитиль и предотвратил ужасный взрыв этой части крепости. За отличие в сражениях в течение персидской кампании Лелякин 7 марта 1828 года был награждён орденом Св. Анны 3-й степени с бантом и произведён в поручики.
В 1831 году он участвовал в Польской кампании и 19 мая 1832 года был награждён золотой полусаблей с надписью «За храбрость».
Впоследствии Лелякин в чине полковника командовал батальоном лейб-гвардии Измайловского полка. 5 декабря 1841 года за беспорочную выслугу 25 лет в офицерских чинах был награждён орденом св. Георгия 4-й степени (№ 6427 по кавалерскому списку Григоровича — Степанова).
6 декабря 1848 года был произведён в генерал-майоры назначен командиром бригады в одной из пехотных дивизий.
Во время Восточной войны командовал 2-й бригадой 1-й гренадерской дивизии и участвовал в обороне Свеаборга и берегов Финляндии.
В 1856 году, произведённый в генерал-лейтенанты, вышел в отставку.
Умер в Санкт-Петербурге 14 (26) ноября 1876 года, похоронен на Волковом православном кладбище.